# Пурния (округ)
Пурния (хинди पूर्णिया जिला; англ. Purnia) — округ на востоке индийского штата Бихар. Административный центр — город Пурния. Площадь округа — 3229 км². По данным всеиндийской переписи 2001 года население округа составляло 2 543 942 человека. Уровень грамотности взрослого населения составлял 35,10 %, что значительно ниже среднеиндийского уровня (59,5 %).